# Shivasjön
Shivasjön (Kōl-e Shēwah) är en sjö i Afghanistan. Den ligger i provinsen Badakhshan, i den nordöstra delen av landet, 400 kilometer nordost om huvudstaden Kabul. Shivasjön ligger 3 142 meter över havet. Arean är 13,3 kvadratkilometer. Den sträcker sig 6,4 kilometer i nord-sydlig riktning, och 8,5 kilometer i öst-västlig riktning.
Trakten runt Shivasjön består i huvudsak av gräsmarker. Runt Shivasjön är det mycket glesbefolkat, med 6 invånare per kvadratkilometer. Inlandsklimat råder i trakten. Årsmedeltemperaturen i trakten är −2 °C. Den varmaste månaden är augusti, då medeltemperaturen är 16 °C, och den kallaste är januari, med −22 °C. Genomsnittlig årsnederbörd är 417 millimeter. Den regnigaste månaden är april, med i genomsnitt 96 mm nederbörd, och den torraste är augusti, med 7 mm nederbörd.